# Królewska Saudyjska Marynarka Wojenna
Królewska Saudyjska Marynarka Wojenna (arab. القوات البحرية الملكية السعودية) – siły morskie Królestwa Arabii Saudyjskiej,  ich główną bazą jest Dżudda nad Morzem Czerwonym, stacjonuje tam flota zachodnia wyposażona we fregaty i okręty rakietowe. Drugą bazą jest port Al-Dżubajl nad Zatoką Perską z flotą wschodnią składająca się z korwet, niszczycieli min i okrętów rakietowych. W nieodległym porcie Dammam stacjonują też małe łodzie patrolowe i flota jachtów królewskich  Al Salamah, Prince Abdulaziz, Sarafsa. Arabia Saudyjska nie posiada okrętów podwodnych.
Marynarka operuje na dwóch oddalonych akwenach, służąc do obrony linii brzegowej od strony Morza Czerwonego (972 mile morskie) i od strony Zatoki Perskiej (454 mile morskie). W 2015 roku liczyła 15 500 personelu i miała 20 okrętów o większej wartości bojowej, w tym siedem fregat. Obok marynarki, Arabia Saudyjska posiada straż przybrzeżną wyposażoną w okręty patrolowe, liczącą 5500 ludzi i podległą Ministerstwu Spraw Wewnętrznych.

## Historia

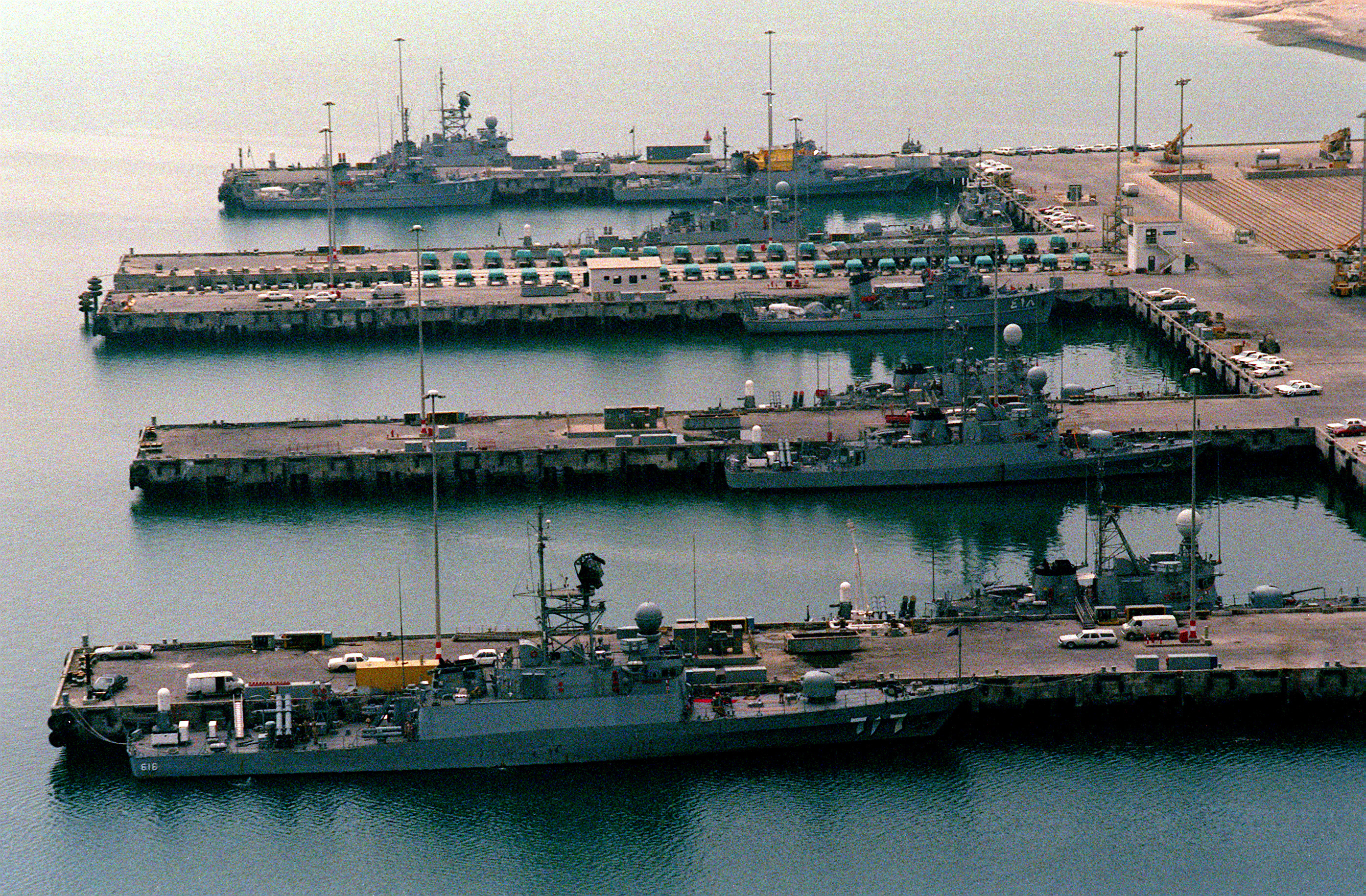
Baza morska King Abdul Aziz w Al-Dżubajl w 1991 – na pierwszym planie korweta „Hitten” typu Badr, dalej kutry rakietowe typu Al Siddiq i trałowiec typu Addriyah

Królewska Saudyjska Marynarka Wojenna została utworzona w 1960 roku. Jej pierwszym okrętem stał się amerykański patrolowiec „Riyadh” przekazany w ramach pomocy wojskowej. Przez dłuższy czas pozostawał on jedyną bardziej znaczącą jednostką, poza małymi kutrami patrolowymi, a dopiero pod koniec lat 60. marynarka nabyła trzy niemieckie kutry torpedowe typu Dammam (Jaguar).
W 1972 roku uruchomiono program rozwoju floty z pomocą finansową USA, który poskutkował wprowadzeniem do służby w drugiej połowie dekady czterech trałowców typu Addriyah (Bluebird) i 12 małych jednostek desantowych budowy amerykańskiej, a na początku lat 80. czterech korwet rakietowych typu Badr i dziewięciu dużych kutrów rakietowych typu Al Siddiq, uzbrojonych w pociski Harpoon. Dzięki temu, zdolność ofensywna marynarki skokowo wzrosła, co pozwoliło na zrównoważenie marynarki Iranu. Oprócz tego, od początku lat 70. nabywano dalsze patrolowce i niewielkie poduszkowce patrolowo-transportowe, częściowo dla straży przybrzeżnej. W latach 70. liczebność marynarki wynosiła poniżej 2000 personelu, a do 1985 roku wzrosła do 4500.
Oprócz pomocy amerykańskiej, w latach 80. Arabia Saudyjska rozpoczęła własny program rozbudowy floty w oparciu o Francję i w połowie tej dekady jej marynarka otrzymała cztery fregaty rakietowe typu Al Madinah, przenoszące również śmigłowce, oraz dwa duże okręty zaopatrzeniowe. W tym okresie też rozbudowano lotnictwo morskie, składające się głównie ze śmigłowców.  Na początku lat 90. zakupiono trzy brytyjskie niszczyciele min typu Al Jawf (Sandown). Do 1995 roku liczebność personelu marynarki wzrosła do 11 400, w tym 1200 piechoty morskiej. Marynarka Arabii Saudyjskiej nie angażowała się w konflikty w regionie Zatoki Perskiej w latach 80. i była w niewielkim tylko stopniu zaangażowana w wojnie w Zatoce Perskiej w 1991 roku. Podczas tej wojny kuter rakietowy „Faisal” odniósł uszkodzenia.
W latach 2002–2004 weszły do służby zbudowane we Francji trzy nowoczesne fregaty rakietowe typu Al Riyadh, bazujące na typie La Fayette. Poza nimi, w skład marynarki w drugiej dekadzie XXI wieku nadal wchodziły wszystkie większe okręty nabyte od lat 70. W 2015 roku Arabia Saudyjska posiadała także 56 różnej wielkości patrolowców, ale większość z nich była w składzie Straży Przybrzeżnej (według roczników flot nie jest jasny przydział poszczególnych jednostek). W 2015 roku marynarka liczyła 15 500 personelu, w tym 3000 piechoty morskiej.
W 2013 roku pojawiły się spekulacje o chęci zakupy przez Arabię Saudyjską niemieckich okrętów podwodnych, lecz zostały zdementowane.

## Okręty
| Typ                             | Zdjęcie     | Okręty      | Wejście do służby | Wyporność (t) | Długość (m) |
| Fregaty (7)                     | Fregaty (7) | Fregaty (7) | Fregaty (7)       | Fregaty (7)   | Fregaty (7) |
| ------------------------------- | ----------- | ----------- | ----------------- | ------------- | ----------- |
| Typu Al Riyadh                  |             | 3           | 2002–2004         | 4700          | 133         |
| Typu Al Madinah                 |             | 4           | 1985–1986         | 2610          | 115         |
| Korwety (4)                     |             |             |                   |               |             |
| Typu Badr                       |             | 4           | 1981–1983         | 1038          | 74,68       |
| Kutry rakietowe (9)             |             |             |                   |               |             |
| Typu Al Sadiq                   |             | 9           | 1980–1982         | 495           | 58          |
| Niszczyciele min / trałowce (7) |             |             |                   |               |             |
| Typu Sandown (Al Jawf)          |             | 3           | 1991–1994         | 422           | 52,5        |
| Typu Bluebird (Addiriyah)       |             | 4           | 1978              | 407           | 46,63       |
| Okręty zaopatrzeniowe (2)       |             |             |                   |               |             |
| Typu Boraida                    |             | 2           | 1984–1985         | 10 500        | 135         |

## Śmigłowce
| Śmigłowiec                 | Typ | W służbie |
| -------------------------- | --- | --------- |
| Eurocopter AS532SC Cougar  | ZOP | 12        |
| Eurocopter AS565SA Dauphin | SAR | 24        |